# Championnat d'Angleterre de football 2016-2017
Navigation
Édition précédente Édition suivante
| \| Bournemouth Burnley Everton Hull City Leicester City Liverpool Londres Man. City Man. United Middlesbrough Southampton Stoke City Sunderland Swansea City Watford West Brom \| Localisation des clubs engagés dans le championnat. |
| Bournemouth Burnley Everton Hull City Leicester City Liverpool Londres Man. City Man. United Middlesbrough Southampton Stoke City Sunderland Swansea City Watford West Brom                                                           |

| \| Arsenal Chelsea Crystal Palace Tottenham Hotspur West Ham United \| Clubs londoniens. |
| Arsenal Chelsea Crystal Palace Tottenham Hotspur West Ham United                         |

La saison 2016-2017 de la Premier League est la 118e édition du championnat d'Angleterre de football et la vingt-cinquième sous l'appellation Premier League. Le plus haut niveau du football professionnel anglais, organisé par la Football Association Premier League, oppose cette saison vingt clubs en une série de trente-huit rencontres jouées entre le 13 août 2016 et le 21 mai 2017.
Lors de cette saison, Leicester City défend son titre face à dix-neuf autres équipes dont trois promus de deuxième division.
Cinq places qualificatives pour les compétitions européennes sont attribuées par le biais du championnat : trois places directes plus une en barrages de la Ligue des champions, et une en Ligue Europa. Les deux autres places européennes sont celles du vainqueur de la Coupe d'Angleterre et de la Coupe de la Ligue qui sont qualificatives pour la Ligue Europa. Les trois derniers du championnat sont relégués en deuxième division et sont remplacés par les trois promus de cette même division pour l'édition suivante.
Le championnat est remporté par le Chelsea Football Club qui est sacré pour la sixième fois de son histoire.
Un nouveau logo est utilisé dès cette saison à la suite de l'arrêt du naming de Barclays, après douze ans de partenariat,.

## Équipes

### Participants et localisation
Un total de vingt équipes participent au championnat, dix-sept d'entre elles étant déjà présentes la saison précédente, auxquelles s'ajoutent trois promus de deuxième division que sont Burnley, Hull City et Middlesbrough qui remplacent les relégués Aston Villa, Newcastle United et Norwich City.
La ville de Londres est de loin la plus représentée avec pas moins de cinq clubs participants, soit un quart du total : Arsenal, Chelsea, Crystal Palace, Tottenham et West Ham. Le Nord-Ouest de l’Angleterre est une autre région particulièrement représentée avec les villes de Liverpool et Manchester, chacune abritant deux clubs participant à la compétition : Everton et le Liverpool FC pour l'une, Manchester City et Manchester United pour l'autre, auxquelles s'ajoute le promu Burnley. Les Midlands de l'Ouest sont quant à eux représentés par Stoke City et West Bromwich Albion. Le Yorkshire-et-Humber compte également deux représentants avec les promus Hull City et Middlesbrough. Les deux parties Sud du pays sont représentées par Bournemouth (Sud-Ouest) et Southampton (Sud-Est). Le Nord-Est (Sunderland), l'Est (Watford) et les Midlands de l'Est (Leicester City) sont les autres régions à n'être représentées que par un seul club. Le club gallois de Swansea City prend également part à la compétition.
Parmi ces clubs, six d'entre eux n'ont jamais été relégués depuis la fondation de la Premier League en 1992 : Arsenal, Chelsea, Everton, Liverpool, Manchester United et Tottenham. En dehors de ces clubs-là, seuls trois autres clubs sont présents dans le championnat depuis les années 2000 : Manchester City (2002), Stoke City (2008) et Sunderland (2007).
Légende des couleurs
- Phase de groupes de la Ligue des champions 2016-2017
- Tour de barrages de la Ligue des champions 2016-2017
- Phase de groupes de la Ligue Europa 2016-2017
- Troisième tour de qualification de la Ligue Europa 2016-2017
- Promu de Championship

| Club                 | Se maintient depuis | Classement 2015-2016 | Entraîneur            | Depuis | Stade              | Capacité théorique | Ville              |
| -------------------- | ------------------- | -------------------- | --------------------- | ------ | ------------------ | ------------------ | ------------------ |
| Leicester City       | 2014                | 1er                  | Craig Shakespeare     | 2017   | King Power Stadium | 36 262             | Leicester          |
| Arsenal FC           | 1919                | 2e                   | Arsène Wenger         | 1996   | Emirates Stadium   | 60 272             | Londres            |
| Tottenham Hotspur    | 1978                | 3e                   | Mauricio Pochettino   | 2014   | White Hart Lane    | 36 284             | Londres            |
| Manchester City      | 2002                | 4e                   | Pep Guardiola         | 2016   | Etihad Stadium     | 55 000             | Manchester         |
| Manchester United    | 1975                | 5e                   | José Mourinho         | 2016   | Old Trafford       | 75 635             | Manchester         |
| Southampton FC       | 2012                | 6e                   | Claude Puel           | 2016   | St Mary's Stadium  | 32 505             | Southampton        |
| West Ham United      | 2012                | 7e                   | Slaven Bilić          | 2015   | Stade olympique    | 60 000             | Londres            |
| Liverpool FC         | 1962                | 8e                   | Jürgen Klopp          | 2015   | Anfield            | 54 074             | Liverpool          |
| Stoke City           | 2008                | 9e                   | Mark Hughes           | 2013   | Britannia Stadium  | 27 740             | Stoke-on-Trent     |
| Chelsea FC           | 1989                | 10e                  | Antonio Conte         | 2016   | Stamford Bridge    | 41 798             | Londres            |
| Everton FC           | 1954                | 11e                  | Ronald Koeman         | 2016   | Goodison Park      | 39 571             | Liverpool          |
| Swansea City         | 2011                | 12e                  | Paul Clement          | 2017   | Liberty Stadium    | 20 827             | Swansea            |
| Watford FC           | 2015                | 13e                  | Walter Mazzarri       | 2016   | Vicarage Road      | 20 877             | Watford            |
| West Bromwich Albion | 2010                | 14e                  | Tony Pulis            | 2015   | The Hawthorns      | 26 445             | West Bromwich      |
| Crystal Palace       | 2013                | 15e                  | Sam Allardyce         | 2016   | Selhurst Park      | 26 255             | Londres            |
| AFC Bournemouth      | 2015                | 16e                  | Eddie Howe            | 2012   | Dean Court         | 11 464             | Bournemouth        |
| Sunderland AFC       | 2007                | 17e                  | David Moyes           | 2016   | Stadium of Light   | 48 707             | Sunderland         |
| Burnley FC           | 2016                | 1er (FLC)            | Sean Dyche            | 2012   | Turf Moor          | 21 401             | Burnley            |
| Middlesbrough FC     | 2016                | 2e (FLC)             | Steve Agnew (intérim) | 2017   | Riverside Stadium  | 34 988             | Middlesbrough      |
| Hull City            | 2016                | 5e (FLC)             | Marco Silva           | 2017   | KC Stadium         | 25 450             | Kingston-upon-Hull |

### Changements d'entraîneur
| Club              | Entraîneur partant       | Motif du départ                   | Date de départ   | Position   | Entraîneur arrivant   | Date d'arrivée   |
| ----------------- | ------------------------ | --------------------------------- | ---------------- | ---------- | --------------------- | ---------------- |
| Manchester United | Louis van Gaal           | Renvoi                            | 23 mai 2016      | Pré-saison | José Mourinho         | 27 mai 2016      |
| Southampton FC    | Ronald Koeman            | Signé par l'Everton FC            | 14 juin 2016     | Pré-saison | Claude Puel           | 30 juin 2016     |
| Everton FC        | David Unsworth Joe Royle | Fin de l'intérim                  | 14 juin 2016     | Pré-saison | Ronald Koeman         | 14 juin 2016     |
| Chelsea FC        | Guus Hiddink             | Fin de l'intérim                  | 30 juin 2016     | Pré-saison | Antonio Conte         | 1er juillet 2016 |
| Manchester City   | Manuel Pellegrini        | Consentement mutuel               | 30 juin 2016     | Pré-saison | Pep Guardiola         | 1er juillet 2016 |
| Watford FC        | Quique Flores            | Consentement mutuel               | 30 juin 2016     | Pré-saison | Walter Mazzarri       | 1er juillet 2016 |
| Hull City         | Steve Bruce              | Démission                         | 22 juillet 2016  | Pré-saison | Mike Phelan           | 22 juillet 2016  |
| Sunderland AFC    | Sam Allardyce            | Départ pour la sélection anglaise | 22 juillet 2016  | Pré-saison | David Moyes           | 23 juillet 2016  |
| Swansea City      | Francesco Guidolin       | Renvoi                            | 3 octobre 2016   | 17e        | Bob Bradley           | 3 octobre 2016   |
| Crystal Palace    | Alan Pardew              | Renvoi                            | 22 décembre 2016 | 17e        | Sam Allardyce         | 23 décembre 2016 |
| Swansea City      | Bob Bradley              | Renvoi                            | 27 décembre 2016 | 19e        | Paul Clement          | 3 janvier 2017   |
| Hull City         | Mike Phelan              | Renvoi                            | 3 janvier 2017   | 19e        | Marco Silva           | 5 janvier 2017   |
| Leicester City    | Claudio Ranieri          | Renvoi                            | 23 février 2017  | 17e        | Craig Shakespeare     | 23 février 2017  |
| Middlesbrough FC  | Aitor Karanka            | Renvoi                            | 16 mars 2017     | 19e        | Steve Agnew (intérim) | 16 mars 2017     |

L'intersaison voit le remplacement de plusieurs entraîneurs de clubs de standing variés. Ainsi les deux clubs de Manchester se séparent de leurs entraîneurs respectifs : Louis van Gaal pour Manchester United, remplacé par José Mourinho le 27 mai 2016, et Manuel Pellegrini pour Manchester City, dont le départ et le remplacement par Pep Guardiola sont confirmés dès le 1er février 2016. Le club londonien de Chelsea, sortant d'une saison compliquée et d'une décevante dixième place, engage quant à lui l'ancien sélectionneur italien Antonio Conte. Du côté des clubs de milieu de classement, l'entraîneur de Southampton, Ronald Koeman, est engagé par Everton en échange d'une compensation de près de six millions d'euros le 14 juin 2016. Les Saints engagent Claude Puel pour le remplacer le 30 juin. Watford et son entraîneur Quique Sánchez Flores se séparent par consentement mutuel le même jour, son remplaçant est Walter Mazzarri.
Le 22 juillet 2016, l'entraîneur de Sunderland Sam Allardyce est nommé à la tête de la sélection anglaise, ne pouvant plus assumer ses fonctions au sein du club, il est remplacé par David Moyes le lendemain. Au même moment, l'entraîneur du promu Hull City, Steve Bruce, démissionne de son poste à la suite de désaccords avec sa direction, il est remplacé par son adjoint Mike Phelan, qui assure initialement l'intérim lors des sept premières journées de championnat avant d'être nommé entraîneur permanent le 13 octobre 2016. Ce dernier est finalement renvoyé le 3 janvier 2017, alors que le club se trouve en dix-neuvième position après vingt journées, et remplacé par Marco Silva deux jours plus tard.
Le 3 octobre 2016, l'entraîneur de Swansea City Francesco Guidolin est renvoyé et remplacé par Bob Bradley en provenance du Havre, alors que le club gallois ne compte que quatre points après sept journées et pointe à la dix-septième place. Ce dernier est cependant lui aussi renvoyé le 27 décembre, alors que le club a depuis chuté à la dix-neuvième place après n'avoir engrangé que huit points sur trente-trois possibles depuis sa nomination. Son remplaçant est Paul Clement, adjoint au Bayern Munich, dont l'arrivée est officialisée le 3 janvier 2017.
L'entraîneur de Crystal Palace Alan Pardew est limogé le 22 décembre 2016, alors que le club se positionne à la dix-septième place avec quinze points, un d'avance sur le premier relégable, après dix-sept journées de championnat et compte l'un des plus mauvais bilans de l'année 2016 dans les championnats professionnels anglais, avec seulement six victoires sur trente-six journées disputées,. Il est remplacé le lendemain par Sam Allardyce, qui a quitté son poste de sélectionneur entre-temps.
Claudio Ranieri de Leicester City est renvoyé le 23 février 2017 alors que le club se trouve à la dix-septième place. Il est remplacé par son adjoint Craig Shakespeare, d'abord par intérim puis de manière définitive le 12 mars.
Le Middlesbrough FC annonce le renvoi Aitor Karanka le 16 mars 2017, l'équipe pointant alors à la dix-neuvième place avec trois points de retard sur la dix-septième après vingt-sept journées. Il est remplacé par son adjoint Steve Agnew qui assure l'intérim jusqu'à la fin de la saison.

## Calendrier
Le calendrier de la Premier League est publié le mercredi 15 juin 2016. En règle générale, les matchs sont tous initialement programmés le samedi après-midi, bien que de nombreux matchs soient déplacés pour les besoins de retransmissions télévisées ou d'aménagement du calendrier. Tous les matchs de la 38e journée sont obligatoirement joués en même temps.
Le tableau suivant récapitule le calendrier 2016-2017 des matchs de Premier League. Les tours de Ligue des champions, Ligue Europa, Coupe d'Angleterre et Coupe de la Ligue auxquels des clubs de Premier League participent par la suite sont également indiqués. 

## Classement et résultats

### Classement
Les équipes sont classées selon leur nombre de points, lesquels sont répartis comme suit : trois points pour une victoire, un point pour un match nul et zéro point pour une défaite. Pour départager les égalités, les critères suivants sont utilisés :
1. Différence de buts générale
2. Nombre de buts marqués

Si ces critères ne permettent pas de départager les équipes à égalité, celles-ci occupent la même place au classement officiel. Si deux équipes sont à égalité parfaite au terme du championnat et que le titre de champion, la qualification à une compétition européenne ou la relégation sont en jeu, les deux équipes doivent se départager au cours d'un ou plusieurs matchs d'appui disputés sur terrain neutre.
| Rang | Équipe                   | Pts | J  | G  | N  | P  | Bp | Bc | Diff |
| ---- | ------------------------ | --- | -- | -- | -- | -- | -- | -- | ---- |
| 1    | Chelsea FC               | 93  | 38 | 30 | 3  | 5  | 85 | 33 | +52  |
| 2    | Tottenham Hotspur        | 86  | 38 | 26 | 8  | 4  | 86 | 26 | +60  |
| 3    | Manchester City          | 78  | 38 | 23 | 9  | 6  | 80 | 39 | +41  |
| 4    | Liverpool FC             | 76  | 38 | 22 | 10 | 6  | 78 | 42 | +36  |
| 5    | Arsenal FC C             | 75  | 38 | 23 | 6  | 9  | 77 | 44 | +33  |
| 6    | Manchester United S L C3 | 69  | 38 | 18 | 15 | 5  | 54 | 29 | +25  |
| 7    | Everton FC               | 61  | 38 | 17 | 10 | 11 | 62 | 44 | +18  |
| 8    | Southampton FC           | 46  | 38 | 12 | 10 | 16 | 41 | 48 | -7   |
| 9    | AFC Bournemouth          | 46  | 38 | 12 | 10 | 16 | 55 | 67 | -12  |
| 10   | West Bromwich Albion     | 45  | 38 | 12 | 9  | 17 | 43 | 51 | -8   |
| 11   | West Ham United          | 45  | 38 | 12 | 9  | 17 | 47 | 64 | -17  |
| 12   | Leicester City T         | 44  | 38 | 12 | 8  | 18 | 48 | 63 | -15  |
| 13   | Stoke City               | 44  | 38 | 11 | 11 | 16 | 41 | 56 | -15  |
| 14   | Crystal Palace           | 41  | 38 | 12 | 5  | 21 | 50 | 63 | -13  |
| 15   | Swansea City             | 41  | 38 | 12 | 5  | 21 | 45 | 70 | -25  |
| 16   | Burnley FC P             | 40  | 38 | 11 | 7  | 20 | 39 | 55 | -16  |
| 17   | Watford FC               | 40  | 38 | 11 | 7  | 20 | 40 | 68 | -28  |
| 18   | Hull City P              | 34  | 38 | 9  | 7  | 22 | 37 | 80 | -43  |
| 19   | Middlesbrough FC P       | 28  | 38 | 5  | 13 | 20 | 27 | 53 | -26  |
| 20   | Sunderland AFC           | 24  | 38 | 6  | 6  | 26 | 29 | 69 | -40  |

Qualifications européennes
Ligue des champions 2017-2018
- 1er, 2e, 3e et C3 : phase de groupes
- 4e : tour de barrages pour non-champions

Ligue Europa 2017-2018
- C : phase de groupes
- 7e : troisième tour de qualification

Relégation
- 18e, 19e et 20e : relégation en Championship

Abréviations
T  : Tenant du titre

C : Vainqueur de la Coupe d'Angleterre

L : Vainqueur de la Coupe de la Ligue

S : Vainqueur du Community Shield

P : Promus de Championship

C3 : Vainqueur de la Ligue Europa
Source : Classement officiel sur le site de la Premier League.

### Leader par journée
La frise suivante montre l'évolution des équipes ayant successivement occupé la première place :

### Lanterne rouge par journée
La frise suivante montre l'évolution des équipes ayant successivement occupé la dernière place :

### Résultats
Le tableau suivant récapitule les résultats « aller » et « retour » du championnat :
| Résultats (▼dom., ►ext.)                                   | ARS | BOU | BUR | CHE | CPA | EVE | HUL | LEI | LIV | MCI | MUN | MID | SOU | STO | SUN | SWA | TOT | WAT | WBA | WHU |
| Arsenal FC                                                 |     | 3-1 | 2-1 | 3-0 | 2-0 | 3-1 | 2-0 | 1-0 | 3-4 | 2-2 | 2-0 | 0-0 | 2-1 | 2-2 | 2-0 | 3-2 | 1-1 | 1-2 | 1-0 | 3-0 |
| AFC Bournemouth                                            | 3-3 |     | 2-1 | 1-3 | 0-2 | 1-0 | 6-1 | 1-0 | 4-3 | 0-2 | 1-3 | 4-0 | 1-3 | 2-2 | 1-2 | 2-0 | 0-0 | 2-2 | 1-0 | 3-2 |
| Burnley FC                                                 | 0-1 | 3-2 |     | 1-1 | 3-2 | 2-1 | 1-1 | 1-0 | 2-0 | 1-1 | 0-2 | 1-0 | 1-0 | 1-0 | 4-1 | 0-1 | 0-2 | 2-0 | 2-2 | 1-2 |
| Chelsea FC                                                 | 3-1 | 3-0 | 3-0 |     | 1-2 | 5-0 | 2-0 | 3-0 | 1-2 | 2-1 | 4-0 | 3-0 | 4-2 | 4-2 | 5-1 | 3-1 | 2-1 | 4-3 | 1-0 | 2-1 |
| Crystal Palace                                             | 3-0 | 1-1 | 0-2 | 0-1 |     | 0-1 | 4-0 | 2-2 | 2-4 | 1-2 | 1-2 | 1-0 | 3-0 | 4-1 | 0-4 | 1-2 | 0-1 | 1-0 | 0-1 | 0-1 |
| Everton FC                                                 | 2-1 | 6-3 | 3-1 | 0-3 | 1-1 |     | 4-0 | 4-2 | 0-1 | 4-0 | 1-1 | 3-1 | 3-0 | 1-0 | 2-0 | 1-1 | 1-1 | 1-0 | 3-0 | 2-0 |
| Hull City                                                  | 1-4 | 3-1 | 1-1 | 0-2 | 3-3 | 2-2 |     | 2-1 | 2-0 | 0-3 | 0-1 | 4-2 | 2-1 | 0-2 | 0-2 | 2-1 | 1-7 | 2-0 | 1-1 | 2-1 |
| Leicester City                                             | 0-0 | 1-1 | 3-0 | 0-3 | 3-1 | 0-2 | 3-1 |     | 3-1 | 4-2 | 0-3 | 2-2 | 0-0 | 2-0 | 2-0 | 2-1 | 1-6 | 3-0 | 1-2 | 1-0 |
| Liverpool FC                                               | 3-1 | 2-2 | 2-1 | 1-1 | 1-2 | 3-1 | 5-1 | 4-1 |     | 1-0 | 0-0 | 3-0 | 0-0 | 4-1 | 2-0 | 2-3 | 2-0 | 6-1 | 2-1 | 2-2 |
| Manchester City                                            | 2-1 | 4-0 | 2-1 | 1-3 | 5-0 | 1-1 | 3-1 | 2-1 | 1-1 |     | 0-0 | 1-1 | 1-1 | 0-0 | 2-1 | 2-1 | 2-2 | 2-0 | 3-1 | 3-1 |
| Manchester United                                          | 1-1 | 1-1 | 0-0 | 2-0 | 2-0 | 1-1 | 0-0 | 4-1 | 1-1 | 1-2 |     | 2-1 | 2-0 | 1-1 | 3-1 | 1-1 | 1-0 | 2-0 | 0-0 | 1-1 |
| Middlesbrough FC                                           | 1-2 | 2-0 | 0-0 | 0-1 | 1-2 | 0-0 | 1-0 | 0-0 | 0-3 | 2-2 | 1-3 |     | 1-2 | 1-1 | 1-0 | 3-0 | 1-2 | 0-1 | 1-1 | 1-3 |
| Southampton FC                                             | 0-2 | 0-0 | 3-1 | 0-2 | 3-1 | 1-0 | 0-0 | 3-0 | 0-0 | 0-3 | 0-0 | 1-0 |     | 0-1 | 1-1 | 1-0 | 1-4 | 1-1 | 1-2 | 1-3 |
| Stoke City                                                 | 1-4 | 0-1 | 2-0 | 1-2 | 1-0 | 1-1 | 3-1 | 2-2 | 1-2 | 1-4 | 1-1 | 2-0 | 0-0 |     | 2-0 | 3-1 | 0-4 | 2-0 | 1-1 | 0-0 |
| Sunderland AFC                                             | 1-4 | 0-1 | 0-0 | 0-1 | 2-3 | 0-3 | 3-0 | 2-1 | 2-2 | 0-2 | 0-3 | 1-2 | 0-4 | 1-3 |     | 0-2 | 0-0 | 1-0 | 1-1 | 2-2 |
| Swansea City                                               | 0-4 | 0-3 | 3-2 | 2-2 | 5-4 | 1-0 | 0-2 | 2-0 | 1-2 | 1-3 | 1-3 | 0-0 | 2-1 | 2-0 | 3-0 |     | 1-3 | 0-0 | 2-1 | 1-4 |
| Tottenham Hotspur                                          | 2-0 | 4-0 | 2-1 | 2-0 | 1-0 | 3-2 | 3-0 | 1-1 | 1-1 | 2-0 | 2-1 | 1-0 | 2-1 | 4-0 | 1-0 | 5-0 |     | 4-0 | 4-0 | 3-2 |
| Watford FC                                                 | 1-3 | 2-2 | 2-1 | 1-2 | 1-1 | 3-2 | 1-0 | 2-1 | 0-1 | 0-5 | 3-1 | 0-0 | 3-4 | 0-1 | 1-0 | 1-0 | 1-4 |     | 2-0 | 1-1 |
| West Brom                                                  | 3-1 | 2-1 | 4-0 | 0-1 | 0-2 | 1-2 | 3-1 | 0-1 | 0-1 | 0-4 | 0-2 | 0-0 | 0-1 | 1-0 | 2-0 | 3-1 | 1-1 | 3-1 |     | 4-2 |
| West Ham United                                            | 1-5 | 1-0 | 1-0 | 1-2 | 3-0 | 0-0 | 1-0 | 2-3 | 0-4 | 0-4 | 0-2 | 1-1 | 0-3 | 1-1 | 1-0 | 1-0 | 1-0 | 2-4 | 2-2 |     |
| - Victoire à domicile - Match nul - Victoire à l'extérieur |     |     |     |     |     |     |     |     |     |     |     |     |     |     |     |     |     |     |     |     |

### Domicile et extérieur
| Rang | Équipe               | Pts | J  | G  | N  | P  | Bp | Bc | Diff |
| ---- | -------------------- | --- | -- | -- | -- | -- | -- | -- | ---- |
| 1    | Tottenham Hotspur    | 53  | 19 | 17 | 2  | 0  | 47 | 9  | +38  |
| 2    | Chelsea FC           | 51  | 19 | 17 | 0  | 2  | 55 | 17 | +38  |
| 3    | Arsenal FC           | 45  | 19 | 14 | 3  | 2  | 39 | 16 | +23  |
| 4    | Everton FC           | 43  | 19 | 13 | 4  | 2  | 41 | 16 | +25  |
| 5    | Liverpool FC         | 41  | 19 | 12 | 5  | 2  | 45 | 18 | +27  |
| 6    | Manchester City      | 40  | 19 | 10 | 7  | 1  | 37 | 17 | +20  |
| 7    | Manchester United    | 34  | 19 | 8  | 10 | 1  | 26 | 12 | +14  |
| 8    | Leicester City       | 34  | 19 | 10 | 4  | 5  | 31 | 26 | +5   |
| 9    | Burnley FC           | 33  | 19 | 10 | 3  | 6  | 26 | 20 | +6   |
| 10   | AFC Bournemouth      | 31  | 19 | 9  | 4  | 6  | 35 | 29 | +6   |
| 11   | West Bromwich Albion | 29  | 19 | 9  | 2  | 8  | 27 | 22 | +5   |
| 12   | Watford FC           | 28  | 19 | 8  | 4  | 7  | 25 | 29 | -4   |
| 13   | Hull City            | 28  | 19 | 8  | 4  | 7  | 28 | 35 | -7   |
| 14   | Stoke City           | 27  | 19 | 7  | 6  | 6  | 24 | 24 | 0    |
| 15   | Swansea City         | 27  | 19 | 8  | 3  | 8  | 27 | 34 | -7   |
| 16   | West Ham United      | 25  | 19 | 7  | 4  | 8  | 19 | 31 | -12  |
| 17   | Southampton FC       | 24  | 19 | 6  | 6  | 7  | 17 | 21 | -4   |
| 18   | Crystal Palace       | 20  | 19 | 6  | 2  | 11 | 24 | 25 | -1   |
| 19   | Middlesbrough FC     | 18  | 19 | 4  | 6  | 9  | 17 | 23 | -6   |
| 20   | Sunderland AFC       | 14  | 19 | 3  | 5  | 11 | 16 | 34 | -18  |

| Rang | Équipe               | Pts | J  | G  | N | P  | Bp | Bc | Diff |
| ---- | -------------------- | --- | -- | -- | - | -- | -- | -- | ---- |
| 1    | Chelsea FC           | 42  | 19 | 13 | 3 | 3  | 30 | 16 | +14  |
| 2    | Manchester City      | 38  | 19 | 12 | 2 | 5  | 44 | 22 | +22  |
| 3    | Manchester United    | 35  | 19 | 10 | 5 | 4  | 28 | 17 | +11  |
| 4    | Liverpool FC         | 35  | 19 | 10 | 5 | 4  | 33 | 24 | +9   |
| 5    | Tottenham Hotspur    | 33  | 19 | 9  | 6 | 4  | 39 | 17 | +22  |
| 6    | Arsenal FC           | 30  | 19 | 9  | 3 | 7  | 38 | 28 | +10  |
| 7    | Southampton FC       | 22  | 19 | 6  | 4 | 9  | 24 | 27 | -3   |
| 8    | Crystal Palace       | 21  | 19 | 6  | 3 | 10 | 26 | 38 | -12  |
| 9    | West Ham United      | 20  | 19 | 5  | 5 | 9  | 28 | 33 | -5   |
| 10   | Everton FC           | 18  | 19 | 4  | 6 | 9  | 20 | 28 | -8   |
| 11   | Stoke City           | 17  | 19 | 4  | 5 | 9  | 17 | 32 | -15  |
| 12   | West Bromwich Albion | 16  | 19 | 3  | 7 | 9  | 16 | 29 | -13  |
| 13   | AFC Bournemouth      | 15  | 19 | 3  | 6 | 10 | 20 | 38 | -18  |
| 14   | Swansea City         | 14  | 19 | 4  | 2 | 13 | 18 | 36 | -18  |
| 15   | Watford FC           | 12  | 19 | 3  | 3 | 13 | 15 | 39 | -24  |
| 16   | Middlesbrough FC     | 10  | 19 | 1  | 7 | 11 | 10 | 30 | -20  |
| 17   | Leicester City       | 10  | 19 | 2  | 4 | 13 | 17 | 38 | -21  |
| 18   | Sunderland AFC       | 10  | 19 | 3  | 1 | 15 | 13 | 36 | -23  |
| 19   | Burnley FC           | 7   | 19 | 1  | 4 | 14 | 13 | 35 | -22  |
| 20   | Hull City            | 6   | 19 | 1  | 3 | 15 | 9  | 45 | -36  |

## Statistiques

### Évolution du classement
Le tableau suivant récapitule le classement au terme de chacune des journées définies par le calendrier officiel, les matchs joués en retard sont pris en compte la journée suivante.
| Journées →     | 1  | 2  | 3  | 4  | 5  | 6  | 7  | 8  | 9  | 10 | 11 | 12 | 13 | 14 | 15 | 16 | 17 | 18 | 19 | 20 | 21 | 22 | 23 | 24 | 25 | 26 | 27 | 28 | 29 | 30 | 31 | 32 | 33 | 34 | 35 | 36 | 37 | 38 | En tête | Relégable |
| -------------- | -- | -- | -- | -- | -- | -- | -- | -- | -- | -- | -- | -- | -- | -- | -- | -- | -- | -- | -- | -- | -- | -- | -- | -- | -- | -- | -- | -- | -- | -- | -- | -- | -- | -- | -- | -- | -- | -- | ------- | --------- |
| Arsenal        | 14 | 13 | 8  | 7  | 4  | 3  | 3  | 2  | 2  | 2  | 4  | 4  | 4  | 2  | 2  | 3  | 4  | 4  | 3  | 5  | 4  | 2  | 3  | 4  | 4  | 4  | 5  | 5  | 6  | 6  | 5  | 6  | 6  | 7  | 6  | 6  | 5  | 5  |         |           |
| Bournemouth    | 20 | 20 | 19 | 14 | 17 | 15 | 13 | 11 | 10 | 10 | 13 | 10 | 12 | 10 | 12 | 10 | 10 | 12 | 10 | 9  | 11 | 12 | 14 | 14 | 14 | 14 | 14 | 14 | 11 | 11 | 13 | 15 | 16 | 13 | 10 | 11 | 10 | 9  |         | 3         |
| Burnley        | 18 | 8  | 13 | 15 | 16 | 13 | 14 | 14 | 14 | 14 | 9  | 12 | 13 | 15 | 13 | 13 | 16 | 14 | 11 | 12 | 10 | 13 | 10 | 12 | 12 | 11 | 12 | 12 | 13 | 15 | 14 | 12 | 14 | 16 | 14 | 14 | 15 | 16 |         | 1         |
| Chelsea        | 3  | 4  | 2  | 2  | 5  | 8  | 7  | 5  | 4  | 4  | 2  | 1  | 1  | 1  | 1  | 1  | 1  | 1  | 1  | 1  | 1  | 1  | 1  | 1  | 1  | 1  | 1  | 1  | 1  | 1  | 1  | 1  | 1  | 1  | 1  | 1  | 1  | 1  | 27      |           |
| Crystal Palace | 19 | 19 | 17 | 11 | 8  | 7  | 8  | 9  | 11 | 13 | 16 | 16 | 17 | 14 | 15 | 16 | 17 | 17 | 17 | 17 | 17 | 18 | 18 | 19 | 19 | 18 | 17 | 17 | 16 | 16 | 16 | 16 | 15 | 12 | 16 | 16 | 13 | 14 |         | 7         |
| Everton        | 8  | 5  | 4  | 3  | 2  | 5  | 5  | 6  | 6  | 6  | 7  | 7  | 7  | 8  | 9  | 8  | 9  | 7  | 7  | 7  | 7  | 7  | 7  | 7  | 7  | 7  | 7  | 7  | 7  | 7  | 7  | 7  | 7  | 6  | 7  | 7  | 7  | 7  |         |           |
| Hull           | 4  | 3  | 5  | 8  | 12 | 14 | 15 | 16 | 18 | 18 | 18 | 18 | 18 | 19 | 19 | 19 | 20 | 20 | 19 | 20 | 18 | 19 | 19 | 18 | 18 | 19 | 19 | 18 | 18 | 18 | 17 | 17 | 17 | 17 | 17 | 18 | 18 | 18 |         | 25        |
| Leicester      | 15 | 15 | 9  | 16 | 11 | 12 | 12 | 13 | 12 | 11 | 14 | 14 | 14 | 16 | 14 | 14 | 15 | 16 | 15 | 15 | 15 | 15 | 16 | 16 | 17 | 15 | 15 | 15 | 15 | 13 | 11 | 11 | 12 | 15 | 11 | 9  | 11 | 12 |         |           |
| Liverpool      | 2  | 11 | 11 | 6  | 6  | 4  | 4  | 4  | 3  | 3  | 1  | 2  | 2  | 3  | 3  | 2  | 2  | 2  | 2  | 2  | 3  | 4  | 4  | 5  | 5  | 5  | 4  | 4  | 4  | 3  | 3  | 3  | 3  | 3  | 3  | 3  | 3  | 4  | 1       |           |
| Man. City      | 5  | 1  | 1  | 1  | 1  | 1  | 1  | 1  | 1  | 1  | 3  | 3  | 3  | 4  | 4  | 4  | 3  | 3  | 5  | 4  | 5  | 5  | 5  | 2  | 2  | 3  | 3  | 3  | 3  | 4  | 4  | 4  | 4  | 4  | 4  | 4  | 4  | 3  | 9       |           |
| Man. United    | 1  | 2  | 3  | 4  | 7  | 6  | 6  | 7  | 7  | 8  | 6  | 6  | 6  | 6  | 6  | 6  | 6  | 6  | 6  | 6  | 6  | 6  | 6  | 6  | 6  | 6  | 6  | 6  | 5  | 5  | 6  | 5  | 5  | 5  | 5  | 5  | 6  | 6  | 1       |           |
| Middlesbrough  | 9  | 6  | 6  | 9  | 13 | 16 | 16 | 17 | 17 | 15 | 15 | 15 | 15 | 13 | 16 | 17 | 14 | 15 | 16 | 16 | 16 | 16 | 15 | 15 | 16 | 17 | 18 | 19 | 19 | 19 | 19 | 19 | 19 | 19 | 19 | 19 | 19 | 19 |         | 11        |
| Southampton    | 10 | 16 | 15 | 18 | 14 | 9  | 10 | 8  | 8  | 9  | 10 | 11 | 10 | 12 | 10 | 9  | 7  | 8  | 9  | 10 | 13 | 11 | 12 | 13 | 11 | 13 | 10 | 10 | 10 | 10 | 9  | 9  | 9  | 9  | 9  | 10 | 9  | 8  |         | 1         |
| Stoke          | 11 | 17 | 20 | 20 | 20 | 19 | 19 | 18 | 16 | 12 | 12 | 13 | 11 | 9  | 11 | 12 | 11 | 13 | 14 | 11 | 9  | 9  | 9  | 11 | 9  | 10 | 9  | 9  | 9  | 9  | 12 | 13 | 11 | 11 | 12 | 13 | 14 | 13 |         | 6         |
| Sunderland     | 16 | 18 | 16 | 19 | 19 | 20 | 20 | 20 | 20 | 20 | 20 | 19 | 20 | 18 | 20 | 20 | 18 | 18 | 18 | 18 | 19 | 20 | 20 | 20 | 20 | 20 | 20 | 20 | 20 | 20 | 20 | 20 | 20 | 20 | 20 | 20 | 20 | 20 |         | 36        |
| Swansea        | 6  | 12 | 14 | 13 | 15 | 17 | 17 | 19 | 19 | 19 | 19 | 20 | 19 | 20 | 18 | 18 | 19 | 19 | 20 | 19 | 20 | 17 | 17 | 17 | 15 | 16 | 16 | 16 | 17 | 17 | 18 | 18 | 18 | 18 | 18 | 17 | 17 | 15 |         | 16        |
| Tottenham      | 12 | 7  | 7  | 5  | 3  | 2  | 2  | 3  | 5  | 5  | 5  | 5  | 5  | 5  | 5  | 5  | 5  | 5  | 4  | 3  | 2  | 3  | 2  | 2  | 3  | 2  | 2  | 2  | 2  | 2  | 2  | 2  | 2  | 2  | 2  | 2  | 2  | 2  |         |           |
| Watford        | 13 | 14 | 18 | 10 | 9  | 11 | 11 | 10 | 9  | 7  | 8  | 8  | 8  | 11 | 7  | 11 | 12 | 10 | 13 | 14 | 14 | 14 | 13 | 10 | 13 | 12 | 13 | 13 | 14 | 12 | 10 | 10 | 10 | 10 | 13 | 15 | 16 | 17 |         | 1         |
| West Brom      | 7  | 9  | 10 | 12 | 10 | 10 | 9  | 12 | 13 | 16 | 11 | 9  | 9  | 7  | 8  | 7  | 8  | 9  | 8  | 8  | 8  | 8  | 8  | 8  | 8  | 8  | 8  | 8  | 8  | 8  | 8  | 8  | 8  | 8  | 8  | 8  | 8  | 10 |         |           |
| West Ham       | 17 | 10 | 12 | 17 | 18 | 18 | 18 | 15 | 15 | 17 | 17 | 17 | 16 | 17 | 17 | 15 | 13 | 11 | 12 | 13 | 12 | 10 | 11 | 9  | 10 | 9  | 11 | 11 | 12 | 14 | 15 | 14 | 13 | 14 | 15 | 12 | 12 | 11 |         | 2         |

En gras et italique, équipes comptant au moins un match en retard :
1. ↑  Manchester City-Manchester United et Southampton FC-Arsenal FC, matchs de la 26e journée reportés du fait de la finale de la Coupe de la Ligue se déroulant le même week-end. Manchester City-Manchester United est rattrapé entre la 34e et la 35e journée et Southampton FC-Arsenal FC entre la 36e et la 37e journée.
2. ↑  Arsenal FC-Leicester City, Chelsea FC-Watford FC, Crystal Palace-Tottenham Hotspur, Southampton FC-Manchester United et Middlesbrough FC-Sunderland AFC, matchs de la 28e journée reportés du fait des quarts de finale de la Coupe d'Angleterre se déroulant le même week-end. Arsenal FC-Leicester City, Crystal Palace-Tottenham Hotspur et Middlesbrough FC-Sunderland AFC sont rattrapés entre la 34e et la 35e journée, les autres le sont entre la 37e et la 38e journée.
3. ↑  Arsenal FC-Sunderland AFC, Leicester City-Tottenham Hotspur et Manchester City-West Bromwich Albion, matchs de la 34e journée reportés du fait des demi-finales de la Coupe d'Angleterre se déroulant le même week-end. Tous sont rattrapés entre la 37e et la 38e journée.

| Rang | Joueur             | Club              | Buts |
| ---- | ------------------ | ----------------- | ---- |
| 1    | Harry Kane         | Tottenham Hotspur | 29   |
| 2    | Romelu Lukaku      | Everton FC        | 25   |
| 3    | Alexis Sánchez     | Arsenal FC        | 24   |
| 4    | Sergio Agüero      | Manchester City   | 20   |
| 4    | Diego Costa        | Chelsea FC        | 20   |
| 6    | Dele Alli          | Tottenham Hotspur | 18   |
| 7    | Zlatan Ibrahimović | Manchester United | 17   |
| 8    | Eden Hazard        | Chelsea FC        | 16   |
| 8    | Joshua King        | AFC Bournemouth   | 16   |

| Rang | Joueur              | Club              | Pas. |
| ---- | ------------------- | ----------------- | ---- |
| 1    | Kevin De Bruyne     | Manchester City   | 18   |
| 2    | Christian Eriksen   | Tottenham Hotspur | 15   |
| 3    | Gylfi Sigurðsson    | Swansea City      | 13   |
| 4    | Cesc Fàbregas       | Chelsea FC        | 12   |
| 5    | Alexis Sánchez      | Arsenal FC        | 10   |
| 6    | Mesut Özil          | Arsenal FC        | 9    |
| 6    | Pedro               | Chelsea FC        | 9    |
| 6    | Georginio Wijnaldum | Liverpool FC      | 9    |
| 6    | Wilfried Zaha       | Crystal Palace    | 9    |

## Récompenses de la saison

### Récompenses annuelles
Le joueur du Chelsea FC N'Golo Kanté remporte les titres de Joueur de l'année PFA et FWA, succédant respectivement à Riyad Mahrez et Jamie Vardy. Le joueur de Tottenham Hotspur Dele Alli est quant à lui gratifié du titre d'Espoir de l'année pour la deuxième fois consécutive. L'autre joueur des Spurs Harry Kane termine quant à lui meilleur buteur du championnat pour la deuxième année de suite avec 29 buts inscrits. Le meilleur passeurs de la compétition est Kevin De Bruyne qui succède à Mesut Özil avec 18 passes décisives.

#### Équipe-type
Équipe-type de Premier League 2016-2017 de la PFA :
- Gardien :
 David de Gea (Manchester United)
- Défenseurs :
 Kyle Walker (Tottenham Hotspur)
 David Luiz (Chelsea FC)
 Gary Cahill (Chelsea FC)
 Danny Rose (Tottenham Hotspur)
- Milieux de terrain :
 Dele Alli (Tottenham Hotspur)
 Eden Hazard (Chelsea FC)
 N'Golo Kanté (Chelsea FC)
 Sadio Mané (Liverpool FC)
- Attaquants :
 Harry Kane (Tottenham Hotspur)
 Romelu Lukaku (Everton FC)

### Récompenses mensuelles
Le tableau suivant récapitule les différents vainqueurs des titres honorifiques d'entraîneur et de joueur du mois.
| Mois      | Joueur du mois     | Joueur du mois    | Entraîneur du mois  | Entraîneur du mois |
| Mois      | Joueur             | Club              | Entraîneur          | Club               |
| --------- | ------------------ | ----------------- | ------------------- | ------------------ |
| Août      | Raheem Sterling    | Manchester City   | Mike Phelan         | Hull City          |
| Septembre | Son Heung-min      | Tottenham Hotspur | Jürgen Klopp        | Liverpool FC       |
| Octobre   | Eden Hazard        | Chelsea FC        | Antonio Conte       | Chelsea FC         |
| Novembre  | Diego Costa        | Chelsea FC        | Antonio Conte       | Chelsea FC         |
| Décembre  | Zlatan Ibrahimović | Manchester United | Antonio Conte       | Chelsea FC         |
| Janvier   | Dele Alli          | Tottenham Hotspur | Paul Clement        | Swansea City       |
| Février   | Harry Kane         | Tottenham Hotspur | Pep Guardiola       | Manchester City    |
| Mars      | Romelu Lukaku      | Everton FC        | Eddie Howe          | AFC Bournemouth    |
| Avril     | Son Heung-min      | Tottenham Hotspur | Mauricio Pochettino | Tottenham Hotspur  |